# Všeobecný římský kalendář
Všeobecný římský kalendář (latinsky Calendarium Romanum Generale) je celosvětově platný liturgický kalendář pro katolíky římského ritu. Nynější verze byla vytvořena Kongregací pro bohoslužbu a svátosti a platí (s pozdějšími změnami) od 1. ledna 1970. Jeho doplněním o další slavnosti, svátky a památky a místními úpravami vznikly další liturgické kalendáře, například český liturgický kalendář.
Pro tradiční tzv. tridentskou liturgii se nadále užívá poslední verze kalendáře platná před druhým vatikánským koncilem, konkrétně Všeobecný římský kalendář z roku 1960.